# Robert Górski
Robert Górski (Łódź, 11 gennaio 1974) è un ex calciatore polacco, di ruolo difensore.

## Carriera

### Club
Górski cominciò la carriera con le maglie di Start Łódź e Orzeł Łódź, prima di passare al GKS Bełchatów. Successivamente, militò nelle file dell'Aluminium Konin, dello ŁKS Łódź, del Ruch Chorzów, dell'Odra Wodzisław e del Dyskobolia, prima di tornare al GKS Bełchatów. Nel 2006, passò ai norvegesi dello Haugesund. Esordì nella Adeccoligaen in data 2 luglio, quando fu titolare nel successo per 0-2 sul campo dello Hødd. Terminata questa esperienza, tornò al GKS Bełchatów e, prima di ritirarsi nel 2008, giocò per il Wisła Płock e il Włókniarz Zelów.